# Argíria
L'argíria o síndrome d'argíria (procedent d'argyros (ἄργυρος), argent en grec) és una malaltia produïda per l'exposició perllongada d'argent en forma de sals, o de metall. Està caracteritzada per la coloració de la pell i alguns òrgans del pacient en tons grisos, blaus o gris-blavosos, sobretot a les zones exposades al Sol.
L'argíria pot adquirir-se per exposició industrial o també com a resultat de la ingesta de medicaments que contenen sals de plata. S'ha atribuït també a procediments quirúrgics i dentals com la realització de tatuatges i la col·locació d'amalgames d'argent en les reparacions dentals.

## Mecanisme d'intoxicació
L'argent no s'absorbeix de manera intacta per la pell, però sí que ho fa ràpidament a través de les mucoses com a tal, o en formes insolubles (òxids, sulfurs o plata metàl·lica). Així, les sals d'argent s'absorbeixen bé per via digestiva o respiratòria i són capaces de precipitar proteïnes formant dipòsits de color gris blavós.
El cos humà en el seu estat normal posseeix aproximadament 1 mg d'argent; la menor quantitat d'argent documentada que ha produït argíria generalitzada en un individu s'estén de 4-5 g a 20-40 g. L'argent en dosis de 50-500 mg/kg de pes de l'organisme és la dosi mortal en humans.
Quan els cations argent(1+) reben llum en la superfície de la pell, els electrons dels àtoms propers, salten al catió i aquesta es torna argent elemental, el color característic és el blau. Precisament és la mateixa acció que té lloc a les fotografies en blanc i negre: una pel·lícula o un rodet, conté iodur d'argent o bromur d'argent (sals incolores fetes a partir de cations argent(1+)). Quan aquesta pel·lícula rep la llum a través de la lent de la càmera fotogràfica, l'àrea que ha rebut la llum, es queda negra perquè s'han format dipòsit d'argent. Un pacient intoxicat per argent, en comptes de tornar-se negre, es torna blava per la combinació de la resta d'elements que el constitueixen. També pot ser produïda per tractaments amb argent col·loidal.

## Diagnòstic
El diagnòstic es realitza mitjançant biòpsies de pell, on s'observen diminuts grànuls de color marró en el teixit connectiu que envolta les glàndules sebàcies, en el teixit perineural i en les parets de les arterioles. La biòpsia s'ha de realitzar, ja que l'argíria es pot confondre amb cianosi en persones de pell clara, o amb lesions melanocítiques com ara melanomes malignes.

## Tractament
Per via sistèmica, el seleni i sofre han demostrat tenir efectes modificadors favorables sobre el metabolisme i la toxicitat mitjançant la formació de complexos amb plata. El selenur d'argent és altament insoluble en l'organisme, reduint de manera efectiva la disponibilitat del catió monovalent d'argent per interferir amb les activitats enzimàtiques normals en els teixits. No obstant això, els complexos formats per sulfur d'argent en l'organisme no semblen tan estables.
Per via tòpica, el tractament amb hidroquinona 4% redueix el nombre de grànuls d'argent a la dermis superior i al voltant de les glàndules sudorípares, a més de reduir el nombre de melanòcits; el mecanisme d'aquesta despigmentació reversible de la pell es deu a la inhibició de l'oxidació enzimàtica de la tirosina a 3,4-dihidroxifenilalanina i la supressió del procés metabòlic de melanòcits. Els protectors solars i cosmètics poden ser útils per prevenir una pigmentació fosca i ajuden a emmascarar la despigmentació evident.